# Abdul Hamid (Hockeyspieler, 1927)
Abdul Hamid (* 7. Januar 1927 in Bunno, Sindh; † 12. Juli 2019) war ein pakistanischer Hockeyspieler. Der herausragende Stürmer der pakistanischen Nationalmannschaft nahm an vier Olympischen Spielen teil, gewann zwei olympische Medaillen und erzielte über 200 Länderspieltore.
Pakistan wurde am 14. August 1947 unabhängig, ein Jahr später nahm Pakistan erstmals an Olympischen Spielen teil. 1948 in London und 1952 in Helsinki belegte die pakistanische Hockeymannschaft jeweils den vierten Platz, 1956 in Melbourne gelang der Finaleinzug und nach einer 0:1-Niederlage gegen Indien mit Silber der erste olympische Medaillengewinn. Nachdem die Mannschaft bei den Asienspielen 1958 erstmals Indien bei einem großen Turnier geschlagen hatte, siegte das Team mit Abdul Hamid als Mannschaftskapitän auch 1960 in Rom mit 1:0 über die Inder. 
Im Hauptberuf gehörte Abdul Hamid der pakistanischen Armee an, in der er während seiner aktiven Laufbahn den Rang eines Majors erreichte.
Er starb am 11. Juli 2019 im Combined Military Hospital Rawalpindi im Alter von 92 Jahren.